# Соко, Игнасио
Игна́сио Со́ко Эспа́рса (исп. Ignacio Zoco Esparza; 31 июля 1939, Гарде — 28 сентября 2015, Мадрид) — испанский футболист, полузащитник. Чемпион Европы 1964.

## Карьера
Начал карьеру в любительском клубе Терсеры «Оберена», потом присоединился к «Осасуне». После проведения первого месяца в аренде в «Ирунье», он дебютировал в Ла Лиге 10 января 1960 года в матче против «Реал Овьедо».
Летом 1962 перешёл в «Реал». В свой первый сезон Соко сыграл всего в 13 играх. В сезоне 1965—1966 выиграл Кубок европейских чемпионов.
Помимо этих двух наград, Соко выиграл ещё шесть национальных чемпионатов и два Копа дель Рей. Он завершил карьеру в июне 1974 в возрасте 35 лет. 20 лет спустя, был назначен делегатом на матчи клуба и сохранил эту должность до 1998 года.
Сыграл 25 матчей за сборную Испании. Дебютировал 19 апреля 1961 года в матче против Уэльса.
Был вызван на Чемпионат Европы 1964 года и помог национальной команде выиграть турнир. Также играл на Чемпионате мира в Англии в 1966 году. За сборную забил только один гол. Это случилось 1 декабря 1963 в матче против Бельгии.
Его сын Хорхе Соко Ортис играл за клубы второго и третьего дивизиона.

## Достижения
- Кубок европейских чемпионов: 1965/66
- Чемпионат Испании: 1962/63, 1963/64, 1965/66, 1966/67, 1967/68, 1968/69, 1971/72
- Кубок Испании: 1969/70, 1973/74; Второе место: 1967/68
- Межконтинентальный кубок: Второе место: 1966
- Кубок обладателей кубков: Второе место: 1970/71
- Чемпионат Европы: 1964